# Шамар Мипам Чьокий Лодро
Според традицията Четиринадесетият Шамар Ринпоче, Мифам Чьокий Лодро, както и всички Шамарпи е втори по ранг и отговорност лама на линията Карма Кагю на Тибетския Будизъм. Той е роден в Дерге в източен Тибет през 1952 г. и четиригодишен бива разпознат от Шестнадесетия Кармапа Рангджунг Ригпе Дордже. Така със специалната намеса на Кармапа тибетското правителство вдига сто петдесет и девет годишната забрана за прераждане на Шамарпите. Шамар Ринпоче става основен ученик и приемник на Шестнадесетия Кармапа, получава пълната приемственост на тази линия и е до своя учител плътно до самата му смърт през 1981 г. в Чикаго. Той се включва в активностите на Кармапа: завършва отпечатването на Тибетския Будистки Канон Тенджур, ръководи манастира Румтек, активно преподава в Международния Институт на Кармапа (КИБИ), а също пътува и на запад, където поддържа множество Будисти центрове. Шамар Ринпоче разпознава Седемнадесетия Кармапа в лицето на Тринли Тайе Дордже.
Четиринадесетият Шамар Ринпоче почива в Германия на 11 юни 2014 от внезапен сърдечен удар.